# Nikomed IV. Bitinski
Nikomed IV. Filopator (starogrško Νικομήδης Φιλοπάτωρ, latinizirano: Nikomedis Filopator), od okoli 94 pr. n. št. do 74 pr. n. št. kralj Bitinije, * ni znano, † 74 pr. n. št.
Bil je sin in naslednik Nikomeda III. Bitinskega.

## Življenje
Memnon iz Herakleje je zapisal, da je bil Nikomed IV. sin Nikomeda III. od njegove žene Nise, po Graniju Licinijanu pa sin Nikomeda III. in njegove prve žene Aristonike, za katero je hkrati trdil, da je umrla devet dni po njegovem rojstvu. Imel je  polbrata Sokrata Kresta, polsestro Hagno in morda polbrata Pilemena III. 
Njegova vladavina se je začela s smrtjo njegovega očeta. Prvih nekaj let njegovega kraljevanja je bilo razmeroma mirnih, potem pa je meje Bitinije začel nadlegovati Mitridat VI. Pontski, njegov stari stric po materini strani in eden največjih sovražnikov Rima v času pozne Rimske republike. 
Nikomedov brat Sokrat Krest je na Mitridatovi strani sodeloval v napadu na Nikomeda IV., ga porazil in prisili na beg v Italijo. Na prestol ga je vrnil Manij Akvilij zaradi vpliva Rima v regiji. Akvilij spodbudil Nikomeda IV., da je napadel ozemlje Mitridata VI., da bi poravnal svoje dolgove do Rima. Mitridat se je za napad maščeval in Nikomeda IV. leta 88 pr. n. št. prisili na drugi beg v Rim.  Mitridat je zatem  napadel in osvojil Bitinijo in rimsko provinco Azijo, s čimer se je začela prva mitridatska vojna.
Rimljani so na Anatolijo gledali kot na bogat vir zlata in srebra. Bogastvo je bilo vzrok, da sta poveljstvo v regiji želela pridobiti dva močna Rimljana, Gaj Marij in konzul Lucij Kornelij Sula. Sula je vkorakal v Rim in izobčil Marija in nato odplul proti vzhodu. V naslednjih treh letih se je večkrat spopadel z Mitridatom VI. Slednji je  bil leta 85 pr. n. št. prisiljen skleniti mir, po katerem je moral vrniti osvojena ozemlja in plačati visoko globo, obdržati pa je smel oblast v Pontskem kraljestvu. 
Nikomed IV. je bil leta 84 pr. n. št. vrnjen na prestol v Bitiniji. Leta, ki so sledila, so bila razmeroma mirna, vendar je Bitinija vse bolj prihajala pod nadzor Rima. Leta 80 pr. n. št. je bil  veleposlanik na dvoru Nikomeda IV. mladi Gaj Julij Cezar, ki naj bi sicer organiziral bitinsko floto. Na dvoru se je zadrževal tako dolgo, da so se začele pojavljati  govorice o njunem homoseksualnem razmerju. Cezar je dobil omalovažujoč naziv "kraljica Bitinije". Vse to so kasneje proti njemu uporabili njegovi politični sovražniki. Med Cezarjevim zmagoslavjem v Galiji se je razširil priljubljen verz "Gallias Caesar subegit, Caesarem Nicomedes", "Cezar je ponižal Galce, Nikomed pa Cezarja". Cezar je vse zgodbe in govorice o svoji spolni usmerjenosti odločno zanikal.
Leta 74 pr. n. št. je Nikomed IV. kot eno svojih zadnjih dejanj v vlogi kralja Bitinije svoje kraljestvo v oporoki zapustil Rimu. Rimski senat je Bitinijo hitro razglasil za novo provinco, stari sovražnik Rima Mitridat VI. Pontski pa je imel za Bitinijo drugačne načrte. Smrt in zapuščina Nikomeda IV. sta neposredno pripeljala do tretje mitridatske vojne. 